# Roulette

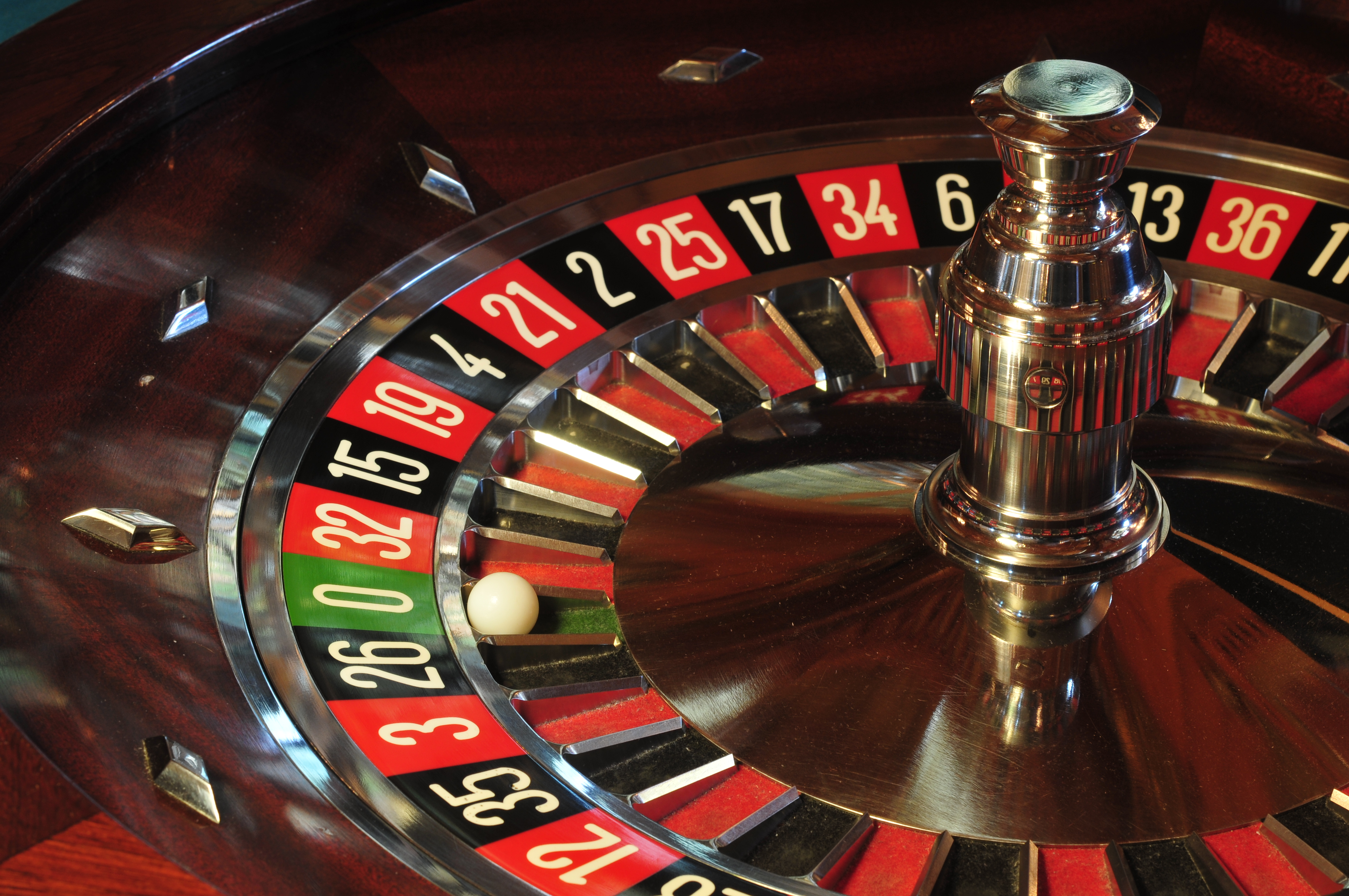
Roulette

La roulette è un gioco d'azzardo introdotto in Francia nel XVIII secolo.

## Storia
Giochi d'azzardo basati sul movimento di una ruota risalgono perlomeno fino agli antichi romani, che avrebbero usato la ruota di un carro da guerra rovesciato su un lato. Una freccia era inserita nella ruota e sul terreno erano tracciati dieci spazi. Lo spazio su cui si arrestava la freccia determinava il vincitore. Gli antichi greci usavano uno scudo invece della ruota di carro.
L'origine precisa della roulette è comunque sconosciuta e sulla sua origine girano diverse leggende più o meno probabili, che sia stata portata in occidente dalla Cina da un monaco, che sia stata inventata da Blaise Pascal nel XVII secolo mentre cercava di sviluppare una macchina per il moto perpetuo. Più probabilmente è una fusione di diversi giochi già esistenti, gli italiani Biribissi e Hoca (in cui entrambi si puntava su un tabellone di 36 numeri), i giochi con una ruota inglesi E.O. (dalle iniziali di "even" e "odd", pari e dispari in inglese, un gioco inglese in cui si puntava sul risultato di una ruota divisa in caselle marcate solo con pari o dispari), Roly-Poly, Ace of Hearts. 
In realtà, la roulette è stata derivata in Francia all'inizio del XVIII secolo dai vecchi giochi hoca e portique, ed è menzionata per la prima volta con il suo nome attuale nel 1716 a Bordeaux. A seguito di diverse modifiche, la roulette raggiunse l'attuale struttura delle ruote intorno al 1790, dopo di che ottenne rapidamente lo status di gioco principale nei casinò e nelle case da gioco d'Europa. Durante gli anni dal 1836 al 1933, la roulette fu bandita in Francia.

## Descrizione
Consiste in un disco, diviso in 37 (o 38, nella versione statunitense) settori numerati da 0 a 36 e colorati alternativamente in rosso e nero, mentre lo zero (0), come il doppio zero (00) quando è presente, è normalmente colorato di verde o in bianco (in pochissimi casi); il disco viene fatto ruotare nella sua sede dal gestore del banco (il croupier) che successivamente vi lancia una pallina, originariamente in avorio, successivamente in resina o teflon: la pallina viene fatta ruotare in senso opposto a quello della roulette, e si ferma cadendo in uno dei settori numerati, determinando il numero vincente. Inoltre, a giri alternati, viene cambiato il senso della roulette (orario o antiorario) e con esso il senso della pallina sempre opposto a quello del disco. Al giro successivo, il croupier, fa ripartire la pallina dall'ultimo numero vincente o, perlomeno, dal suo settore di appartenenza.

## Linguaggio
La lingua comunemente usata dai croupier durante il gioco della roulette è il francese (nei casinò dell'Europa occidentale) altrimenti l'inglese. Di seguito le frasi che regolano ogni fase del gioco:
- Faites vos jeux (apertura del tavolo, dopo il pagamento delle vincite precedenti). In inglese "Place your bets".
- Les jeux sont faits (durante la corsa della pallina). In inglese "Finish betting" oppure "Last bets".
- Rien ne va plus (fine delle puntate, quando l'uscita del numero è imminente). In Inglese "No more bets".
- L'annuncio del numero uscito, come nel seguente esempio: 27, rouge, impair et passe, seguito dall'indicazione delle puntate vincenti dei giocatori (plein, cheval, ecc.) o da rien au numéro se non vi sono vincite. Nei casinò di lingua anglosassone viene solo annunciato il numero e il colore di appartenenza.

## Tipi di roulette

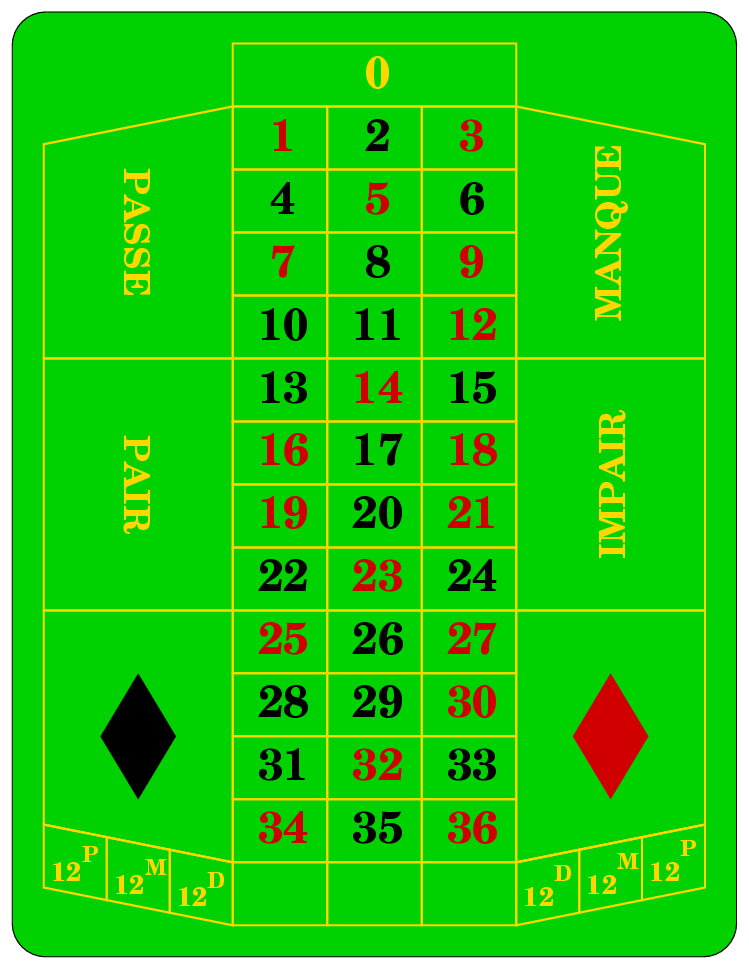
Tavolo della roulette francese

Vi possono essere tre tipi di tavolo:
- Roulette francese: il tavolo classico, con i numeri da 0 a 36; è il tipo più diffuso. Si differenzia dagli altri due tipi perché se esce lo zero le puntate sulle chance semplici vengono imprigionate per la mano in corso; se poi esce un numero corrispondente alla chance puntata in precedenza, la puntata viene rimessa in libertà e si comporta come una nuova puntata, che può quindi vincere o perdere (regola dell'en prison). C'è inoltre una deroga convenzionalmente utilizzata in quasi tutti i casinò europei: quando esce lo zero le puntate sulle chance semplici si possono dividere con il banco. Ad esempio se si puntano 20 pezzi sul rosso ed esce lo zero si ritirano dal tavolo 10 pezzi e il banco incamera la differenza.[10]
- Roulette inglese: come la roulette francese, ma senza la regola dell'en prison (per tale motivo all'uscita dello zero le puntate sulle chance semplici vengono subito dimezzate). Il tappeto di gioco è diverso per due motivi: nel tavolo francese ci sono tre croupier a far svolgere il gioco mentre in quello inglese e americano uno; ci sono gli annunci (vicini dello zero, serie 5/8 e gli orfanelli) e sul tappeto è rappresentato il cilindro con i tre settori degli annunci;
- Roulette americana: si differenzia dalle precedenti due per la presenza di una trentottesima casella: il doppio zero (00), anch'essa verde e posta in posizione diametralmente opposta allo zero singolo. La distribuzione dei numeri è totalmente differente rispetto alla ruota francese e pertanto non esistono gli annunci (se non in una versione poco ortodossa mostrata di seguito). Come nella roulette inglese, non esiste la regola dell'en prison, ma a differenza degli altri due tipi di tavoli, qui all'uscita dello zero le chance semplici (rosso/nero, pari/dispari, manque/passe) perdono.[11]

Al Casino de la Vallée Casino di Saint-Vincent (AO) ad esempio, alle Roulette Americane, sono accettati dai croupier alcuni speciali annunci chiamati Silver, Gold, Americana, Small e Laterali dei numeri.
Tutti i numeri vengono giocati "in pieno":
- Silver: 00, 1, 3, 10, 13, 15, 24, 25, 27, 36
- Gold: 5, 7, 11, 17, 20, 22, 26, 30, 32, 34
- Americana: 9, 28, 21, 6, 18, 31, 19, 8, 12, 29
- Small: 0, 2, 14, 35, 23, 4, 16, 33.

## Puntate e sistemi di gioco
Le combinazioni su cui è possibile puntare sono svariate, ognuna delle quali è quotata (36/n)-1, essendo n la quantità di numeri compresi nella combinazione scelta: 
- Plein (singolo numero) con cui si vince 35 volte la somma puntata
- Cheval (cavallo o coppia di numeri) con cui si vince 17 volte la somma puntata
- Transversale Pleine (terzina) con cui si vince 11 volte la somma puntata
- Carré (quartina) con cui si vince 8 volte la somma puntata
- Transversale Simple (sestina) con cui si vince 5 volte la somma puntata
- Douzaine (dozzina, prima, seconda o terza) con cui si vince 2 volte la somma puntata
- Colonne (colonna, prima, seconda o terza) con cui si vince 2 volte la somma puntata.

### Puntate Semplici

Sistemi di gioco

Ci sono poi tre ulteriori tipi di puntata, chiamate Chances Simples, che in caso di vittoria, restituiscono una volta la somma puntata e sono:
- Pair ou Impair, o anche Even or Odd, ovvero numeri pari o dispari
- Manque ou Passe, ovvero i numeri da 1 a 18 o quelli da 19 a 36
- Rouge ou Noir, ovvero i numeri rossi o neri.

Esistono poi sistemi di gioco codificati a livello internazionale. I più comuni sono: i vicini dello zero, la serie 5/8 e gli orfanelli.
- I vicini dello zero ("Les voisins du zéro") sono una serie di 17 numeri ubicati sul cilindro alla destra e alla sinistra dello zero tra il 22 e il 25 compresi, e si possono giocare con un totale di 9 fiche. I numeri in questione sono 0-2-3, 4-7, 12-15, 18-21, 19-22, 25-26-28-29, 32-35 con due fiche sullo 0-2-3 e sul carrè 25-29.
- La serie 5/8 ("tiers du cylindre" o più semplicemente "tiers") è composta da 12 numeri giocabili con 6 fiche su 6 cavalli, i numeri sono 5-8, 10-11, 13-16, 23-24, 27-30, 33-36, e sono ubicati, sul cilindro, in maniera diametralmente opposta ai "vicini dello zero".
- Gli orfanelli (o "orphelins"), così chiamati proprio perché non facenti parte di nessuna delle due serie sopra esposte, sono gli 8 numeri rimanenti, ossia 1, 6-9, 14-17, 17-20, 31-34 (l'1 pieno, gli altri a cavallo), si possono giocare con 5 fiche e sono ubicati, in parte sul lato sinistro e in parte sul lato destro del cilindro, che per consuetudine viene rappresentato con lo "0" in alto.
- "Zero Spiel" è un piccolo settore di 7 numeri a destra e sinistra dello zero che vengono coperti con 4 fiche. In pratica una versione ridotta dei "vicini dello zero". I numeri che ne fanno parte sono 0-3, 12-15, 26 (in pieno), 32-35.
- In Scozia si usa giocare la "tiers press", che altro non è che la tiers normale (5-8-10-11-13-16-23-24-27-30-33-36) con l'aggiunta dei pieni dei primi quattro numeri (ossia 5-8-10-11) per un totale di 10 fiche.
- Altra celebre e diffusa puntata (soprattutto tra i giocatori italiani) è quella denominata "nassa". Come gli orfanelli, si effettua puntando 5 fiche, che vanno a coprire 8 numeri vicini dello zero: il 26 e il 19 pieni e i cavalli 0-3, 12-15, 32-35. È considerata la giocata ridotta rispetto al sistema "vicini dello zero" (in modo similare allo Zero Spiel) e offre il 21.6% di probabilità di vincita.

## Statistica
Il banco ha una percentuale matematica di vantaggio sul giocatore del 2,7% (1/37) con la roulette francese e quasi il doppio quindi il 5,3% (2/38) con quella americana in quanto è presente il doppio zero.
Non ci sono sistemi o tecniche di gioco che garantiscano una vincita sicura. Nel 1985 Olivier Doria ipotizzò un sistema basato sull'incrocio di parabole dirette in senso opposto. E cioè piazzando una telecamera che calcolasse, al momento del lancio, la velocità della pallina alla partenza e, simultaneamente la velocità della ruota in senso opposto, si sarebbe potuto calcolare il settore della roulette nel quale la pallina avrebbe avuto più probabilità di atterrare.
Gonzalo García Pelayo è noto per aver inventato un metodo, basato sull'analisi statistica delle estrazioni, in grado di individuare possibili numeri favoriti dovuti alle imperfezioni meccaniche della ruota.
Quando si gioca un numero singolo le probabilità di vincita sono 1⁄37 (2,70%) per i tavoli francese e inglese, e 1⁄38 (2,63%) per il tavolo americano. Se il gioco fosse equo, il banco pagherebbe 37 volte la posta nei tavoli francese e inglese, e 38 volte la posta nel tavolo americano: invece il banco paga sempre 36 volte la posta giocata (in pratica il banco restituisce la posta giocata e aggiunge un importo pari a 35 volte la posta).